# Museo El Castillo
El Museo El Castillo es un museo de la ciudad de Medellín, ubicado en el barrio El Poblado. Ofrece exposiciones permanentes de objetos en porcelana y cristal, vitrales, gobelinos, antigüedades, pinturas, esculturas, entre otros.
El palacio comenzó su construcción en 1930 por el arquitecto Nel Rodríguez en estilo gótico medieval semejante a los castillos del Loira en Francia, posee jardines de estilo francés, bibliotecas, salas de exhibición y de conciertos. Fue la casa de campo de José Tobón Uribe, quien había traído los planos, hasta 1942 cuando esté fallece y Diego Echavarría Misas, un importante industrial del municipio de Itagüí al sur de Medellín, lo comprara como residencia para su familia.
En 1971 pasó a constituirse en Museo cuando la esposa de Diego Echavarría Misas; Doña Dita, decide donar el castillo con toda su decoración y accesorios después del secuestro y asesinato de su esposo.
La exposición permanente está distribuida en catorce salas: 
- Hall de entrada
- Salón Francés
- Sala de música
- Sala Luis XV
- Hall de las Azaleas
- Comedores y sala de recepciones
- Salon de los gobelinos
- Hall del descanso
- Biblioteca
- Habitación de Isolda niña
- Habitación de Isolda joven
- Pasillo de las vitrolas
- Habitación de Don Diego
- Habitación de Doña Benedikta

Además, se exponen creaciones artísticas de maestros de la plástica y las artes decorativas, que son exhibidas en la Sala de Arte, dedicada a exposiciones temporales. Cuenta también con una sala de conciertos y un centro de formación artística donde se realizan diferentes actividades culturales.